# 가타야마촌 (아이치현)
가타야마촌(片山村)은 일본 아이치현 히가시카스가이군에 설치되었던 촌이다. 현재의 가스가이시의 북서부에 해당한다.